# Adjutant

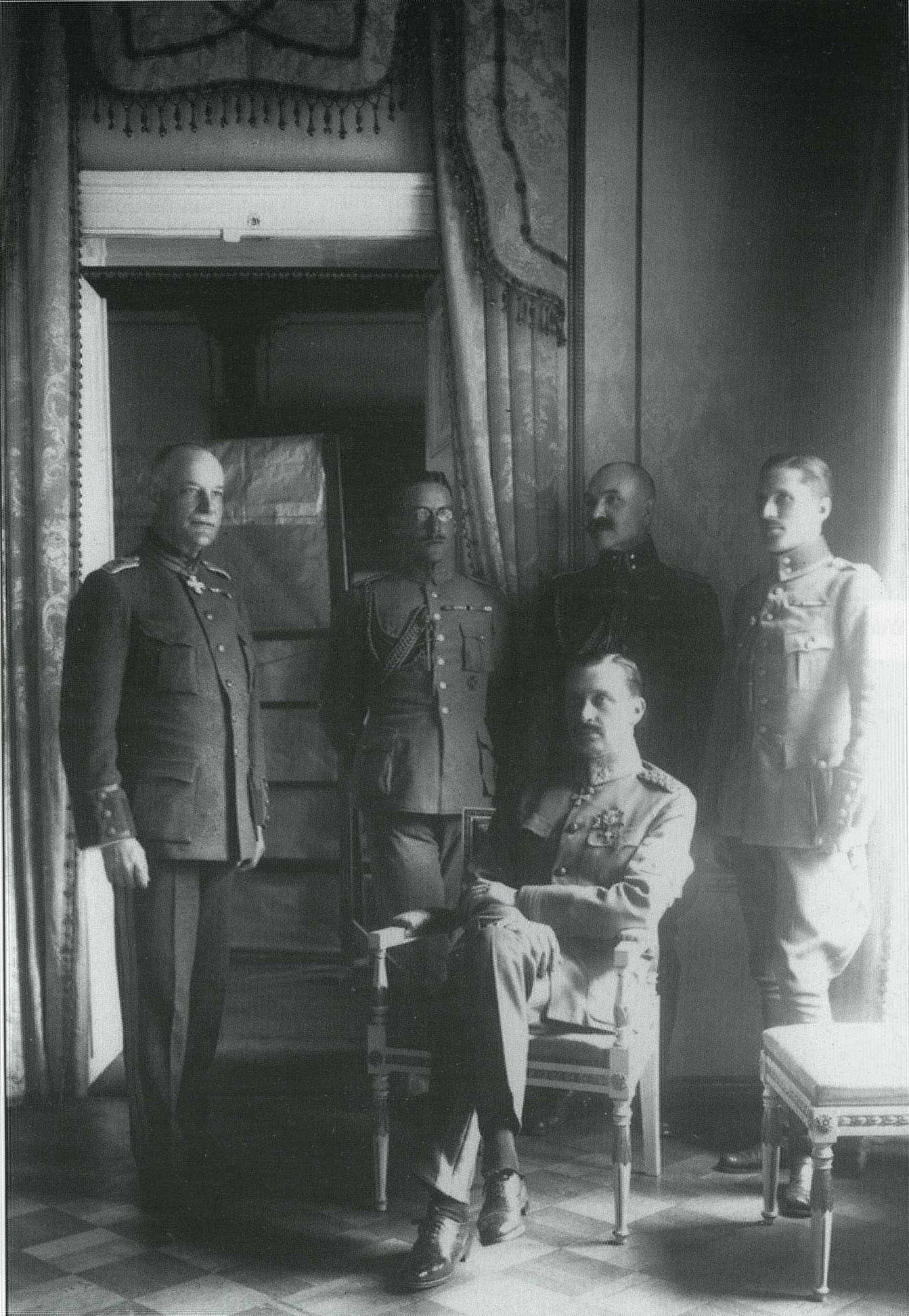
Gustaf Mannerheim mit seinen Adjutanten

Der Adjutant ist ein dem Truppenbefehlshaber zur Unterstützung beigegebener Offizier. Das Wort Adjutant stammt von lateinisch adiuvare ‚helfen, unterstützen‘ ab und bedeutet so viel wie „Gehilfe“. Es bezeichnet zunächst eine militärische Dienststellung, aber auch einen Dienstgrad. Amt und Dienststelle eines Adjutanten werden Adjutantur genannt.
Die Bezeichnung wurde zunächst in Frankreich für die Gehilfen des Majors benutzt, wobei Major kein Dienstgrad war, sondern die Dienststellungsbezeichnung für den Offizier, der in der Einheit für die Organisation (Personal, Verpflegung, Munition) verantwortlich war. Von hier gelangte das Wort auch in die deutsche Militärsprache.

## Deutschland

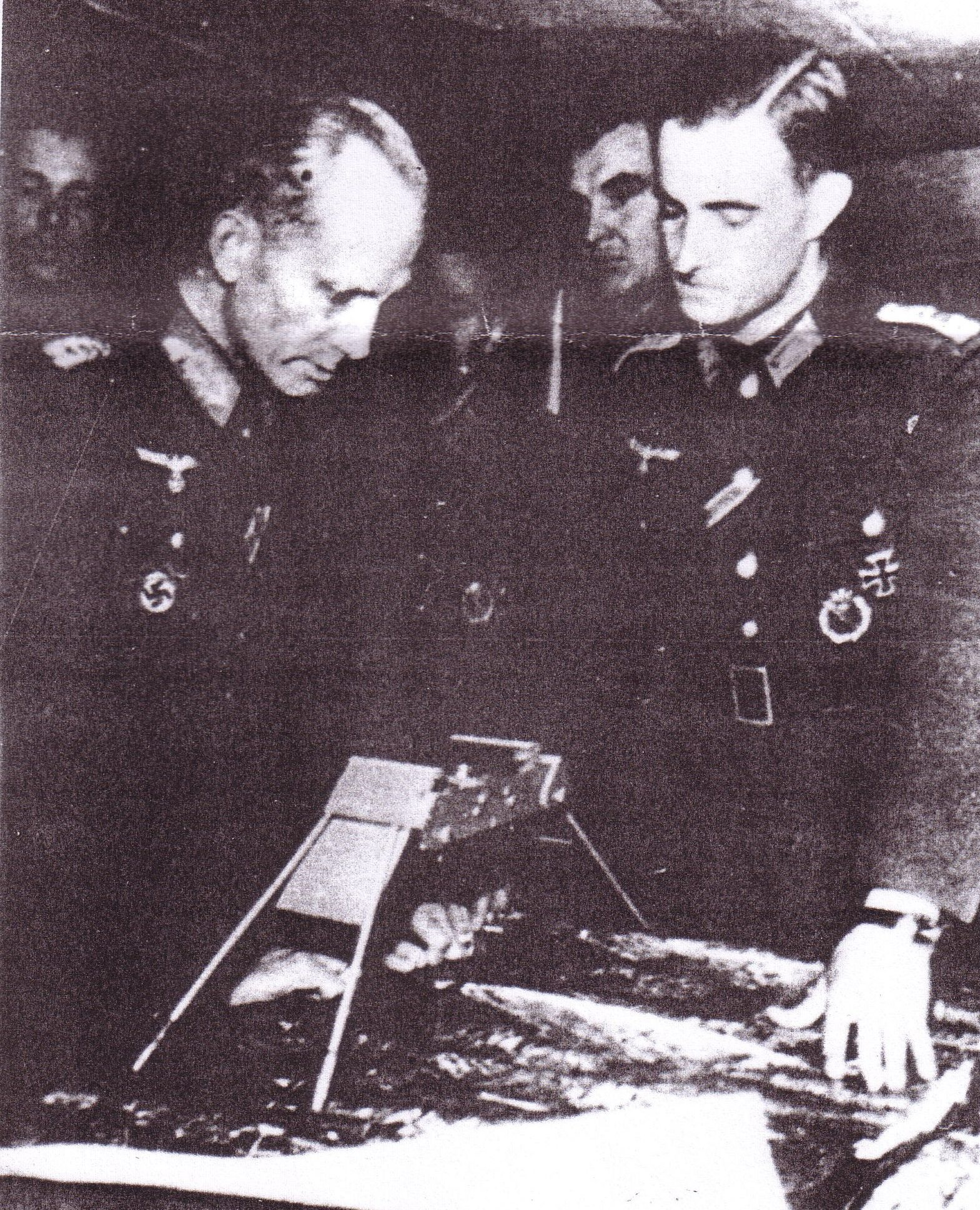
Regimentsadjutant (1944)

Die Adjutanten hatten die Aufgabe, den Kommandeur bei seinen Führungsaufgaben, der Ausbildung und beim militärischen Geschäftsgang zu unterstützen. Oftmals teilten sie die Dienste ein, führten Tage- und Meldungsbücher und hatten Meldungen und Befehle entgegenzunehmen und zu überbringen. 
In den Territorialarmeen des Heiligen Römischen Reichs nahm, bis ins 18. Jahrhundert hinein, üblicherweise der Wachtmeister-Leutnant die Aufgaben des Regimentsadjutanten wahr; in der Regel war er nur in den Regimentsstäben der Infanterie und der Dragoner vorzufinden. In Festungen oder Garnisonen oblag diese Aufgabe dem Platz-Adjutanten: Die Bezeichnung im 17. Jahrhundert lautete Capitain-Wachtmeister, ab Mitte des 18. Jahrhunderts aber Platz-Major, obwohl auch dieser meist nur Hauptmann war. 
Generaladjudanten waren anfangs die Adjutanten eines Generals, später nur noch die eines regierenden Fürsten (in Preußen seit 1758); in letzterem Fall standen sie in der Regel selbst im Generalsrang. Zur militärischen Entourage eines Monarchen zählten außerdem die meist im Rang von Stabsoffizieren stehenden Flügeladjutanten. Prinzen aus regierenden Häusern standen persönliche Adjutanten zur Verfügung; sie konnten den Rang eines Generals oder Stabsoffiziers besitzen.
Höhere Adjutanten wurden die Adjutanten bei den höheren Kommandostellen genannt, also von Brigaden aufwärts. Der Aufgabenbereich eines Adjutanten in einer Brigade, Division, Armeekorps, Armee oder Heeresgruppe war die Personalarbeit, also Auffüllung, Auszeichnungen, Beförderungen und Offiziersstellenbesetzung. Damit entsprach der Aufgabenbereich etwa der Tätigkeit eines G1 (A1)- Offiziers in Stabsstellen bei NATO und Bundeswehr. Das äußere Abzeichen der Adjutanten im deutschen Heer war eine über der rechten Schulter getragene Adjutanten-Schärpe oder -Fangschnur.
Im Deutschen Reich waren Adjutanten aufgrund ihrer Funktion dienstlich beritten, später motorisiert.
In der Bundeswehr werden Adjutanten regelmäßig einem General ab der Dienststellung eines Divisionskommandeurs beigestellt. Einem Divisionskommandeur wird im Regelfall ein Hauptmann (Besoldungsgruppe A11) beigestellt. Mit steigendem Dienstgrad des zu unterstützenden Kommandeurs steigt auch der Dienstgrad des ihm zugeordneten Adjutanten. Dem Bundespräsidenten wird ein Adjutant im Rang eines Obersten (bzw. Kapitäns zur See) beigestellt.

## Frankreich
In Frankreich wurde der Dienstgrad Adjudant 1776 bei der Armee eingeführt; er bezeichnete den ranghöchsten Unteroffizier eines Bataillons, später auch der Kompanie. In der aktuellen französischen Armee entspricht der Dienstgrad „Adjudant“ dem Stabsfeldwebel. Dem Adjudant sind heute der Adjudant-chef und der Major vorgesetzt.
Während der Revolutionskriege existierte ein „Adjudant-général“ als Leiter der Verwaltung im Stab einer Division. Es war kein Dienstgrad, sondern eine Dienststellung. Der Adjudant-général ersetzte den Maréchal de camp in der Funktion als „Chef d’état-major des armées“ (etwa: Chef des Armeestabes). Es handelte sich dabei um einen Offizier bis zum Rang Commandant. Er wurde in der Regel in der Kurzform „Général“ angesprochen. Im Jahre 1800 wurde die Dienstbezeichnung in „Adjudant-commandant“ geändert. Als Dienststellungsabzeichen trugen sie einen Stern auf der Epaulette. Nach dem Ende des Kaiserreichs wurde diese Bezeichnung wieder abgeschafft. Einer der bekanntesten der „Adjudant-général“ / „Adjudant-commandant“ war der spätere Maréchal Michel Ney.

## Österreich
In Österreich ist der Adjutant des Bundespräsidenten ein hoher Offizier und Begleiter des Bundespräsidenten, des Oberbefehlshabers des Bundesheers.
Zu Österreich-Ungarn siehe k.u.k. Adjutanten.

## USA und Großbritannien
In Großbritannien und den USA ist der Generaladjutant (Adjutant General) der höchste Stabsoffizier einer Armee und nur dem Generalstabschef nachgeordnet. Er ist zuständig für Organisationsfragen und die militärische Ausbildung der Offiziere und Mannschaften.
In Großbritannien sind Adjutanten höherrangige commissioned officers i. d. R. im Rang eines Captain, welche Kontroll- und Unterstützungsaufgaben (im Gegensatz zu Strategieaufgaben des kommandierenden Offiziers, i. d. R. ein Major) innehaben.
In den Einzelstaaten der USA werden außerdem die Befehlshaber der Nationalgarden als Generaladjutanten bezeichnet.
In der britischen Marine war der Adjutant der Signaloffizier.

## Schweiz

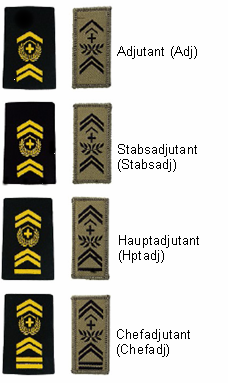
Gradabzeichen

In der Schweizer Armee ist Adjutant entweder die Funktion des Führungsgehilfen in einem Stab, der für das Personelle zuständig ist, oder ein Dienstgrad der höheren Unteroffiziere:
Adjutant Unteroffizier (Adj Uof, adjudant sous-officier, aiutante sottufficiale)
Der Adj Uof kann entweder Berufsunteroffizier oder in Milizfunktion Logistik Unteroffizier, Chef Mechaniker oder Unfallpikettzugführer sein. Als Berufsunteroffizier ein Ausbilder auf spezifischem Fachbereich. (z. B. Chef Sport,...) In Auslandeinsätzen wird er als Warrant Officer bezeichnet (WO).
Stabsadjutant (Stabsadj, adjudant d'état-major, aiutante di stato maggiore)
Neuer Grad seit 1. Januar 1996. Als Berufsunteroffizier normalerweise der Einheitsberufsunteroffizier oder Klassenlehrer an der Unteroffiziersschule sowie dem höheren Unteroffizierslehrgang. In der Milizverwendung im Stab eines Bataillons für die Unteroffiziersbelange zuständig und zugleich Fähnrich. In Auslandeinsätzen wird er als Staff Warrant Officer (bn) bezeichnet (SWO).
Hauptadjutant (Hptadj, adjudant-major, aiutante maggiore)
Neuer Grad seit 1. Januar 2004. Führungsgehilfe eines Schulkommandanten oder Brigadekommandanten. In Auslandeinsätzen wird er als Master Warrant Officer (bde) bezeichnet (MWO).
Chefadjutant (Chefadj, adjudant-chef, aiutante capo)
Neuer Grad seit 1. Januar 2004. Führungsgehilfe eines Kommandanten einer Territorialregion, Kdt Heer, Kdt Luftwaffe oder CdA. In Auslandeinsätzen wird er als Chief Warrant Officer (div) bezeichnet (CWO).